# 白潢
白潢（？—1737年），清朝大臣，字近微，汉军镶白旗，奉天盖县（今辽宁盖州）人。
白潢由笔帖式转任为内阁中书。康熙五十三年（1714年），为贵州按察使。因为操守廉洁护理贵州巡抚。康熙五十六年（1717年），为江西巡抚。请求皇帝增加乡试名额，以公捐代南昌等地的落地税，减省火耗，规范漕运。在临江修坝，免除水患。有清廉之名。五十九年（1720年），擢升兵部尚书。六十一年（1788年）十二月，雍正帝即位，以白潢为文华殿大学士，作为《清圣祖实录》的总裁官。雍正三年（1725年）正月，白潢因病休致，因为落地税之事，被弹劾免任。乾隆二年（1737年），白潢去世，被追复大学士。